# Mike Hammer (sèrie de televisió)
Mike Hammer és una sèrie de la dècada de 1980 el títol original de la qual era Mickey Spillane's Mike Hammer . Abans de la sèrie es van realitzar dos telefilms a manera d'episodis pilots que van funcionar bé per la qual cosa es va dur a terme la sèrie que va ser emesa als Estats Units del 1984 al 1987. Com el seu títol original indica la sèrie estava basada en el personatge creat per Mickey Spillane, i era la segona que es realitzava doncs ja se n'havia fet una altra als anys 50. Keach ja va participar en una nova sèrie sobre el personatge durant la temporada 97-98 i que es va titular Mike Hammer, detectiu privat .
Les pel·lícules i sèries es van produir sota la direcció del productor executiu Jay Bernstein, que va adquirir els drets de televisió del seu amic íntim Mickey Spillane per un dòlar.

## Argument
Mike Hammer és un detectiu de Nova York: bevedor i faldiller, és no obstant eficaç en la seva feina i resol tots els casos que li arriben. Té a la seva secretària Velda la seva col·laboradora més eficaç i al capità de la policia Pat Chambers un lleial amic que l'ajudarà a salvar els problemes amb la justícia li ocasiona la seva feina.
La sèrie segueix les aventures de Mike Hammer, el detectiu privat fictici creat pel novel·lista de crims Mickey Spillane, mentre treballa per resoldre casos, sovint relacionats amb l'assassinat. Una línia argumental recurrent al llarg de l'espectacle se centra en l'assassinat d'algú a qui el protagonista estava a prop, donant lloc a que Hammer busqui venjança. Keach estava familiaritzat amb la versió novel·lada dura i insensible de Hammer i va treballar perquè la seva versió fos més agradable per al públic de televisió. "L'hem suavitzat una mica", va dir Keach a The New York Times . “Per sostenir una sèrie a la televisió, crec que cal un cert humor, encant i vulnerabilitat. La duresa és probablement el factor menys important."
Tot i que l'acció estava completament situada a la dècada de 1980, el to del film també incorporava elements de pel·lícules de detectius de cinema negre clàssic, com ara El falcó maltès. Cada espectacle presentava la veu en off narrativa del protagonista i, a l'estil típic de detectiu dur, rarament es veia a Hammer sense el seu vestit arrugat, fedora i gabardina. Els productors de la sèrie van veure el personatge com un retrocés a la dècada de 1940.

## Música
Poc abans de l'estrena de Murder Me, Murder You, el productor Lew Gallo es va acostar al seu company de golf Earle Hagen per utilitzar el seu clàssic " Harlem Nocturne " inspirat en Duke Ellington com a tema principal. Alguns executius de Columbia estaven en contra de la idea d'un tema musical dirigit per saxòfon, però als productors i al mateix Keach els va agradar la idea i finalment es va imposar una versió de la melodia de jazz arranjada per JJ Johnson amb Bud Shank al saxo alt. Stacy Keach va dir més tard que la melodia té una "qualitat de pel·lícula negra nostàlgica" que evoca la ciutat de Nova York i que els espectadors sintonitzaran l'espectacle només per escoltar el tema principal.

## Personatges
| Actor         | Personatge           | Descripció                |
| ------------- | -------------------- | ------------------------- |
| Stacy Keach   | Detectiu Mike Hammer |                           |
| Don Stroud    | Capità Pat Chambers  |                           |
| Kent Williams | Fiscal Barrington    |                           |
| Lindsay Bloom | Velda                | Secretària de Mike Hammer |
| Danny Goldman | Ozzie                |                           |
| Lee Benton    | Jenny                |                           |